# Bayuda

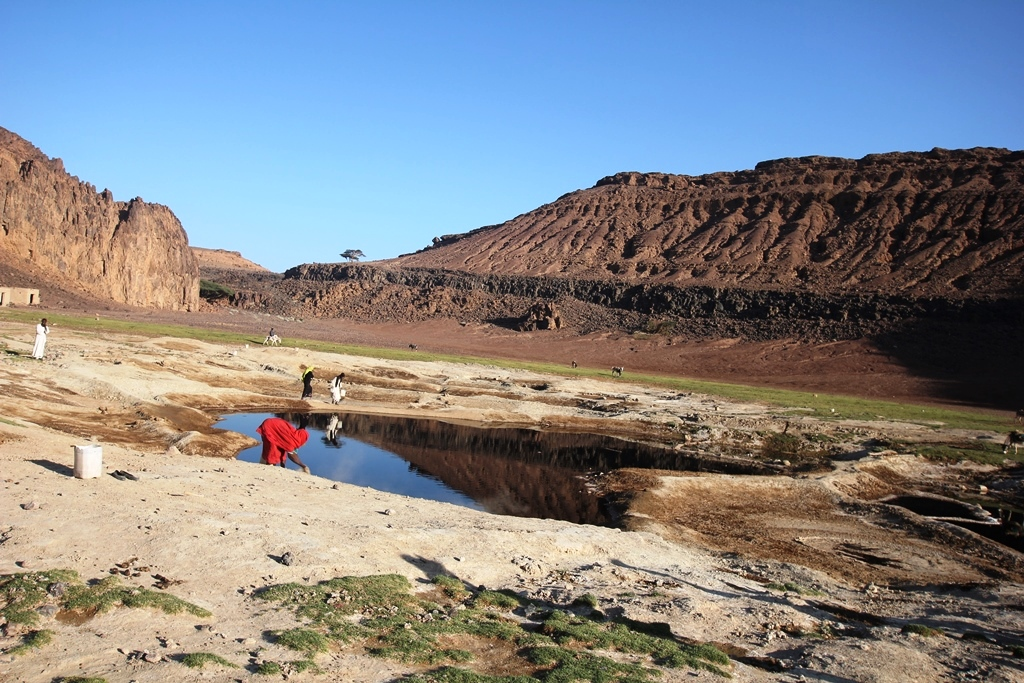
El cràter El Muweilih també anomenat cràter Atrun

El desert de Bayuda —àrab: صحراء بيوضة, Ṣaḥrāʾ Bayūḍa— és un desert del Sudan, al nord de Khartum. Juntament amb el desert de Núbia, que queda encara més al nord, constitueix la part oriental del desert del Sàhara. Està rodejat per la Gran Corba del riu Nil al nord, a l'est i al sud, i pel Wadi Muqaddam a l'oest.
Al nord-est del desert de Bayuda hi ha camps de lava i volcans dels tipus con d'escòries i maar. La resta del desert és plana.
L'oasi homònim de Bayuda es troba a uns 50 km al nord-oest.